# 楽音舎
有限会社楽音舎（らくおんしゃ）は、日本の音響制作会社。日本音声製作者連盟正会員。

## 概要
本田保則が代表を務めるアーツプロから独立した鶴岡陽太によって設立された。その後、同社の音響スタジオなどの関連会社として「スタジオごんぐ」が設立された。多くのアニメーション作品の音響制作などに携わっている。
京都アニメーション作品の音響制作を独占的に請け負っており、同社が制作したテレビアニメ『響け!ユーフォニアム』（2015年）の製作委員会にも参加している。

## 音響制作作品

### テレビアニメ
1998年
- 魔術士オーフェン

1999年
- 火魅子伝
- ∀ガンダム

2000年
- ブギーポップは笑わない Boogiepop Phantom

2001年
- フルメタル・パニック!
- SAMURAI GIRL リアルバウトハイスクール

2003年
- クロノクルセイド
- D.C. 〜ダ・カーポ〜
- おねがい☆ツインズ
- フルメタル・パニック?ふもっふ

2005年
- ローゼンメイデン トロイメント
- ぺとぺとさん
- SHUFFLE!
- フルメタル・パニック! The Second Raid

2006年
- ローゼンメイデン オーベルテューレ
- あさっての方向。
- ちょこッとSister
- いぬかみっ!

2007年
- シゴフミ
- スケッチブック 〜full color's〜
- CLANNAD -クラナド-
- 神霊狩/GHOST HOUND
- 風のスティグマ

2008年
- CLANNAD 〜AFTER STORY〜
- ストライクウィッチーズ
- モノクローム・ファクター

2009年
- キディ・ガーランド
- シャングリ・ラ

2010年
- 荒川アンダー ザ ブリッジ
- WORKING!!
- 荒川アンダー ザ ブリッジ×ブリッジ
- ちゅーぶら!!

2011年
- 魔法少女まどか☆マギカ
- 未来日記
- 日常
- WORKING'!!

2012年
- 氷菓
- 咲-Saki- 阿知賀編 episode of side-A
- 中二病でも恋がしたい！

2013年
- ささみさん@がんばらない
- 戦勇。
- たまこまーけっと
- ビビッドレッド・オペレーション
- 断裁分離のクライムエッジ
- 勇者になれなかった俺はしぶしぶ就職を決意しました。

2014年
- 中二病でも恋がしたい!戀
- ブレイク ブレイド
- 神々の悪戯
- メカクシティアクターズ
- 東京ESP
- 甘城ブリリアントパーク
- 繰繰れ!コックリさん
- クロスアンジュ 天使と竜の輪舞

2015年
- えとたま
- 響け!ユーフォニアム
- 終わりのセラフ
- 山田くんと7人の魔女
- WORKING!!!
- 終物語
- 長門有希ちゃんの消失
- おそ松さん

2016年
- 彼女と彼女の猫 -Everything Flows-
- 紅殻のパンドラ
- 石膏ボーイズ
- ビッグオーダー
- 響け!ユーフォニアム2

2017年
- おそ松さん（第2期）
- 青の祓魔師 京都不浄王篇
- UQ HOLDER!
- BORUTO-ボルト- NARUTO NEXT GENERATIONS

2018年
- ヴァイオレット・エヴァーガーデン
- Fate/EXTRA Last Encore
- BEATLESS
- 深夜!天才バカボン
- 寄宿学校のジュリエット
- フルメタル・パニック! Invisible Victory

2020年
- おそ松さん（第3期）

2021年
- 女神寮の寮母くん。
- セブンナイツ レボリューション -英雄の継承者-
- ダイナ荘びより
- スーパーカブ

2024年
- 刀剣乱舞 廻 -虚伝 燃ゆる本能寺-

### 劇場アニメ
2007年
- EX MACHINA -エクスマキナ-

2009年
- 天上人とアクト人最後の戦い

2010年
- 涼宮ハルヒの消失

2012年
- 劇場版 魔法少女まどか☆マギカ 前編 始まりの物語
- 劇場版 魔法少女まどか☆マギカ 後編 永遠の物語

2019年
- えいがのおそ松さん

2021年
- ARIA The CREPUSCOLO
- 映画 さよなら私のクラマー ファーストタッチ
- ARIA The BENEDIZIONE

2022年
- おそ松さん〜ヒピポ族と輝く果実〜

2023年
- 兵馬俑の城
- おそ松さん〜魂のたこ焼きパーティーと伝説のお泊り会〜

2024年
- 刀剣乱舞 廻 -々伝 近し侍らうものら-

### OVA
2004年
- MUNTO 時の壁をこえて

2008年
- D.C.if 〜ダ・カーポ イフ〜（前編）
- kiss×sis

2009年
- D.C.if 〜ダ・カーポ イフ〜（後編）
- リング・オブ・ガンダム

2010年
- 未来日記

2011年
- 武装神姫 MOON ANGEL

2013年
- 未来日記リダイヤル

2015年
- かな〜でぃあんファミリーズ

2017年
- バジャのスタジオ

2020年
- バジャのスタジオ〜バジャのみた海〜

### Webアニメ
2009年
- にょろーん☆ちゅるやさん

2013年
- 宮河家の空腹

2015年
- 超機動街区 KASHIWA-NO-HA

2018年
- 異世界居酒屋〜古都アイテーリアの居酒屋のぶ〜

2019年
- 7SEEDS

2020年
- 7SEEDS（第2期）
- ぜつめつきぐしゅんっ。

2021年
- ふぶきのなつやすみ
- 青い羽みつけた!

## 関連人物

### 主なスタッフ
- 鶴岡陽太（音響監督、アーツプロ→）
- 菊田浩巳（音響監督、神南スタジオ→）
- 杉山好美（音響・録音制作担当、録音プロデューサー）
- 塚田政宏（録音プロデューサー、ケイエスエス→）

### 過去のスタッフ
- 吉田知弘（→フリー）
- 神保大介（→フリーランス）
- 森川永子（→サウンドガーデン→ちゅらサウンド）
- 浦畑将（→サウンドガーデン→フリーランス）
- 小山恭正（→サウンドガーデン→SOUNDS GOOD→フリーランス）
- 名倉靖（→フリー）
- 田中秀実（→フリーランス）
- 斎藤みち代（→フリーランス）
- 上田文子

### その他
- たなかかずや